# リリメグ
リリメグ（lilimeg）は、安めぐみとリリー・フランキーによる音楽ユニット。
2006年10月25日にEpic Records Japanよりメジャー・デビュー。
DVD付初回限定盤と通常盤の2形態で発売。

## メンバー
- リリー・フランキー
- 安めぐみ

## ディスコグラフィ

### シングル
おやすみ（2006年10月25日）
- CD
- 作詞・作曲：Elvis Woodstock（リリー・フランキー）
  1. おやすみ
  2. おやすみ -gumix remixed by 坂本龍一
  3. おやすみ remixed by DEPAPEPE
  4. rain
- DVD
  1. おやすみ　ミュージック・ビデオ
  2. おやすみ　レコーディングメイキング映像